# トゥン・サンバンザン駅
トゥン・サンバンタン駅(Tun Sambanthan)は、クアラルンプールにあるKLモノレールの駅のひとつ。
トゥン・サンバンタン4通り(Jalan Tun Sambanthan 4)とトゥビン通り(Jalan Tebing)の交差点付近にある。